# Parlement van de Duitstalige Gemeenschap (samenstelling 2024-2029)
Dit is de samenstelling van het Parlement van de Duitstalige Gemeenschap voor de legislatuurperiode 2024-2029.
Het Parlement van de Duitstalige Gemeenschap telt 25 rechtstreeks gekozen leden. Bovendien zijn er ook leden met raadgevende stem: zij mogen vergaderingen bijwonen, maar mogen niet deelnemen aan stemmingen of initiatieven nemen. Dit is een onbepaald aantal en kan dus per legislatuur variëren. Deze leden met raadgevende stem zijn de Duitstalige provincieraadsleden van de provincie Luik en Duitstalige leden van de Kamer, het Waals Parlement en het Europees Parlement.
Deze legislatuur volgt uit de Duitstalige Gemeenschapsverkiezingen van 9 juni 2024 en ging van start op 1 juli 2024. De openingszitting werd voorgezeten door Freddy Cremer (ProDG), het oudste parlementslid.
Tijdens deze legislatuur is de regering-Paasch III in functie, die steunt op een meerderheid van ProDG, CSP en PFF. De oppositiepartijen zijn dus Vivant, SP en Ecolo.

## Samenstelling
| Fractie | Fractie | Zetels |
| ------- | ------- | ------ |
|         | ProDG   | 8      |
|         | CSP     | 5      |
|         | Vivant  | 4      |
|         | SP      | 3      |
|         | PFF     | 3      |
|         | Ecolo   | 2      |

## Lijst van de parlementsleden
| Volksvertegenwoordiger     | Partij | Opmerkingen |
| -------------------------- | ------ | --- |
| Elke Comoth                | ProDG  | |
| Freddy Cremer              | ProDG  | Secretaris en voorzitter van de ProDG-fractie. |
| Kathy Elsen                | ProDG  | |
| Ewald Gangolf              | ProDG  | |
| Lisa Göbbels               | ProDG  | Vervangt vanaf 1 juli 2024 Oliver Paasch, minister in de Duitstalige Gemeenschapsregering. |
| José Grommes               | ProDG  | Secretaris en voorzitter van de commissie Gezondheid, Sociale Aangelegenheden, Gezin en Huisvesting. |
| Patrick Laschet            | ProDG  | Vervangt vanaf 1 juli 2024 Lydia Klinkenberg, minister in de Duitstalige Gemeenschapsregering. |
| Liesa Scholzen             | ProDG  | Ondervoorzitter en voorzitter van de commissie Onderwijs, Opleiding en Werkgelegenheid. |
| Patricia Creutz-Vilvoye    | CSP    | Parlementsvoorzitter vanaf 1 juli 2024 en voorzitter van de commissie Algemeen Beleid en Samenwerking, Financiën, Lokale Besturen, Ruimtelijke Ordening, Duurzame Ontwikkeling en Economische Ontwikkeling. |
| Marcel Henn                | CSP    | |
| Stephanie Pauels           | CSP    | Secretaris en voorzitter van de CSP-fractie. |
| Etienne Simar              | CSP    | Vervangt vanaf 1 juli 2024 Jérôme Franssen, minister in de Duitstalige Gemeenschapsregering. |
| Lukas Teller               | CSP    | Vervangt vanaf 1 juli 2004 Pascal Arimont, die verkiest om in het Europees Parlement te blijven zetelen. |
| Michael Balter             | Vivant | Ondervoorzitter en voorzitter van de Vivant-fractie. |
| Alain Mertes               | Vivant | Voorzitter van de commissie Cultuur, Volwassenonderwijs, Toerisme, Monumentenzorg en Natuurbescherming. |
| Elena Peters               | Vivant | |
| Diana Stiel                | Vivant | |
| Björn Klinkenberg          | SP     | |
| Mechtilde Neuens           | SP     | |
| Kirsten Neycken-Bartholemy | SP     | Vervangt vanaf 1 juli 2024 Antonios Antoniadis, die beslist om niet te zetelen. Neycken-Bartholemy is ondervoorzitter en voorzitter van de SP-fractie.                                                      |
| Evelyn Jadin               | PFF    | Ondervoorzitter en voorzitter van de PFF-fractie. |
| Gerhard Löfgen             | PFF    | Vervangt vanaf 1 juli 2024 Gregor Freches, minister in de Duitstalige Gemeenschapsregering. |
| Ralph Schröder             | PFF    | |
| Fabienne Colling           | Ecolo  | Voorzitter van de Ecolo-fractie. |
| Andreas Jerusalem          | Ecolo  | |

## Leden met raadgevende stem
| Naam            | Partij | Opmerkingen                                     |
| --------------- | ------ | ----------------------------------------------- |
| Pascal Arimont  | CSP    | Zetelt in het Europees Parlement.               |
| Luc Frank       | PFF    | Zetelt in de Kamer van volksvertegenwoordigers. |
| Christine Mauel | PFF    | Zetelt in het Waals Parlement.                  |
| Freddy Mockel   | Ecolo  | Zetelt in het Waals Parlement.                  |
| Patrick Spies   | SP     | Zetelt in het Waals Parlement.                  |